# Ingrediens
Ingredienser är livsmedel som används vid till exempel matlagning och bakning.
Nationella lagar kräver att det finns en ingrediensförteckning på alla tillredda livsmedel. Ingredienserna i ingrediensförteckningen skall stå i ordningen efter vad de vägde vid tillverkningen med tyngst först och sedan i fallande ordning.  